# Correntes
Correntes é um município brasileiro do estado de Pernambuco.

## História
Em 1826, o português Antônio Machado Dias, abastado fazendeiro que residiu no local onde hoje é a cidade de Correntes, construiu uma igreja dedicada ao santo de seu nome (Santo Antônio). Esse fato atraiu grande número de pessoas, que foram se agrupando em torno do templo, formando a povoação que tomou o nome de Barra de Correntes, posteriormente simplesmente Correntes. Essa denominação tem origem no rio Corrente, que conflui no Mundaú. A invocação da igreja foi depois atualizada para a de Nossa Senhora da Conceição. 
- Em 26 de julho de 1848 a Lei Provincial nº 204 elevou o povoado de Correntes à categoria de vila, que foi supressa;
- Lei Provincial nº 239, de 30/4/1849, tornou sem efeito a Lei Provincial 204
- A Lei Provincial nº 1.423, de 27/5/1879 criou o termo de Correntes na  vila com a denominação de Vila da Conceição, e criou no mesmo lugar a freguesia de Nossa Senhora da Conceição de Correntes, tendo como sede a nova vila.
- A reinstalação ocorreu em 27 de agosto de 1883.
- Correntes foi constituído em município autônomo em 12 de abril de 1893, com base no art. 2º das disposições gerais da Lei Estadual nº 52 (Lei Orgânica dos Municípios), de 3 de agosto de 1892. A Lei Estadual nº 991, de 1 de julho de 1909, elevou a sua sede à categoria cidade.[6]

## Geografia
O município de Correntes está localizado na mesorregião Agreste e na Microrregião Garanhuns do Estado de Pernambuco, limitando-se ao norte com Garanhuns e Palmeirina, ao sul e a leste com o estado de Alagoas, e a oeste com o município de Lagoa do Ouro.
A área municipal ocupa 284,1 km² e representa 0,29% do Estado de Pernambuco. Cartograficamente, o município de Correntes está inserido na Folha da SUDENE de União dos Palmares na escala de 1:100.000.
A sede do município tem uma altitude aproximada de 391 metros e coordenadas geográficas de 09°07'44" de latitude sul e 36°19'49" de longitude oeste de Greenwich; distando 257,7 km da capital Recife, cujo acesso é feito pela BR-101, PE-126/177/187, e BR-424.
O município está  incluído na área geográfica de abrangência do semiárido brasileiro, definida pelo Ministério da Integração Nacional em 2005.  Esta delimitação tem como critérios o índice pluviométrico inferior a 800 mm, o índice de aridez até 0,5 e o risco de seca maior que 60%.
O município de Correntes está inserido em sua maior parte na unidade geoambiental do Planalto da Borborema. A leste, parte do município situa-se na unidade das Superfícies Retrabalhadas. A vegetação predominante são as Florestas Subcaducifólica e Caducifólica.
Rico em água devido à proximidade com o litoral, facilitando na quantidade de chuvas da região. Também fica próximo as Serras de Altitudes, Serras da Guaribas, cuja reserva florestal, denominada Pedra Talhada, com altitude de 700 a 890 m., está situada entre os municípios de Lagoa do Ouro, Quebrangulo, Chã-Preta e Correntes, onde desta parte a principal nascente “rio Correntes”. Conta ainda com 2 rios principais: Rio Mundaú e Rio Correntes, e 20 riachos perenes.
O município de Correntes situa-se nos domínios da bacia hidrográfica do Rio Mundaú. Tem como principais tributários os rios Mundaú, Correntes, Mundauzinho e Caruru, além dos riachos Periperi, Timbó, Caboge, da Imbira, da Laje, do Dunga, Lavras, Olho d’ Água, Poço da Anta, do Maia, Conceição, Umburana, Salgado, Cavaleiro, da Palha, do Fogo, da Estiva, Palmeira, Brejo Grande, Correntes do Meio, Corrente do Canto, dos Cordeiros, Mendes, Rodrigues, da Lontra, Gravatá, Pendurão, de Pedra, Paquevira, Boião, da Areia, Pica-pau, Cavaco, ingazeira, da Onça, Capim de Planta, Aracuã, do Boi, do Brejo, e dos Macacos, todos de regime intermitente.
Devido ao desmatamento foram  prejudicadas várias espécies. Os animais existentes sobrevivem em pequenas áreas preservadas. Espécies ameaçadas: Veados, tatu, papa-mel, quati, tamanduá-bandeira, capivara, lobo guará, aracuã, sabiá, mambupé, juruti, galo de campina, xexéu, patativa, curió, etc.